# Élections législatives vincentaises de 1951
Les élections législatives vincentaises de 1951 se sont déroulées le 15 octobre 1951 à Saint-Vincent-et-les-Grenadines, alors colonie du Royaume-Uni. Ce sont les premières élections au suffrage universel direct d'une partie des membres du Conseil législatif.

## Contexte et mode de scrutin
En 1951, en tant que colonie de la couronne Britannique, Saint Vincent est doté d'un gouvernement colonial suppléé par un  Conseil législatif depuis 1925. Auparavant intégralement non élu, ces élections voient l'introduction de huit membres élus directement par la population, sur un total de quatorze membres.
Siège ainsi au conseil le gouverneur de la colonie, dit « Administrateur », représentant la Couronne. Deux membres siègent également d'office : le procureur de la couronne et le trésorier, ainsi que trois membres nommés par le gouverneur. Enfin, huit membres sont élus au scrutin uninominal majoritaire à un tour par la population.

## Résultats
|                           |                                    |        |       |        |  |  |  |  |  |
| Parti                     | Parti                              | Voix   | %     | Sièges |  |  |  |  |  |
|                           | Huitième armée de libération (HAL) | 12 544 | 70,42 | 8      |  |  |  |  |  |
|                           | Association des travailleurs (AT)  | 3 203  | 17,98 | 0      |  |  |  |  |  |
|                           | Indépendants (Ind)                 | 2 065  | 11,59 | 0      |  |  |  |  |  |
|                           |                                    |        |       |        |  |  |  |  |  |
| Votes valides             | Votes valides                      | 17 812 | 93,21 |        |  |  |  |  |  |
| Votes blancs et invalides | Votes blancs et invalides          | 1 298  | 6,79  |        |  |  |  |  |  |
| Total                     | Total                              | 19 110 | 100   | 8      |  |  |  |  |  |
| Abstentions               | Abstentions                        | 8 299  | 30,28 |        |  |  |  |  |  |
| Inscrits / participation  | Inscrits / participation           | 27 409 | 69,72 |        |  |  |  |  |  |

| Majorité absolue |
| ↓                |
| 8                |
| HAL              |

## Résultats par circonscription[1]
- HAL : Huitième armée de libération (Eighth Army of Liberation), nombre de candidats présentés : 8, chef : George Charles
- AT : Association des travailleurs (Workers' Association), nombre de candidats présentés : 6
- IND : Indépendants, nombre de candidats présentés : 8

Nombre total de candidat : 22
| Circonscription  | Parti  | Parti | Parti | Votes valides |
| Circonscription  | HAL    | AT    | IND   | Votes valides |
| ---------------- | ------ | ----- | ----- | ------------- |
| North Leeward    | 1 794  | 1 093 | -     | 2 887         |
| South Leeward    | 2 106  | -     | 243   | 2 349         |
| Kingstown        | 1 065  | 861   | 252   | 2 178         |
| St. George       | 1 726  | 314   | 89    | 2 129         |
| South Windward   | 1 834  | 186   | 137   | 2 157         |
| Central Windward | 1 634  | 277   | 215   | 2 126         |
| North Windward   | 1 572  | 472   | 436   | 2 480         |
| Grenadines       | 813    | -     | 693   | 1 506         |
| Total            | 12 544 | 3 203 | 2 065 | 17 812        |

## Représentants élus
| Circonscription  | Représentant élu        | Parti | Parti |
| ---------------- | ----------------------- | ----- | ----- |
| North Leeward    | Samuel Eric Slater      |       | HAL   |
| South Leeward    | Herman Fraser Young     |       | HAL   |
| Kingstown        | Rudolph Elliott Baynes  |       | HAL   |
| St. George       | Julian Augustus Baynes  |       | HAL   |
| South Windward   | Evans Berkley Morgan    |       | HAL   |
| Central Windward | George Hamilton Charles |       | HAL   |
| North Windward   | Ebenezer Joshua         |       | HAL   |
| Grenadines       | Clive Leonard Tannis    |       | HAL   |